# Dzielnica VIII Dębniki
Dzielnica VIII Dębniki – dzielnica, jednostka pomocnicza gminy miejskiej Kraków. Do 1990 r. wchodziła w skład dzielnicy Podgórze. Ze względu na stosunkowo dużą ilość wolnych terenów do zabudowy, dzielnica VIII jest szybko rozwijającym się obszarem Krakowa. Szczególnie dotyczy to obszaru osiedla Ruczaj, położonego pomiędzy ulicą Kobierzyńską a ulicami Grota-Roweckiego i Bobrzyńskiego, gdzie pod koniec XX w. i w XXI w. powstały nowe osiedla mieszkaniowe. Poza Ruczajem, nowe inwestycje powstają na terenie Pychowic, Zakrzówka i osiedla Kliny-Zacisze. Na terenie tej dzielnicy znajduje się III Kampus UJ, specjalna strefa ekonomiczna Krakowski Park Technologiczny oraz Zespół Szkół Łączności. Przewodniczącym Rady i Zarządu Dzielnicy w IX kadencji 2023–2028 jest Dariusz Badurski.

## Siedziba zarządu
ul. Praska 52, 30-322 Kraków

## Demografia
| Rok  | Stan na koniec roku | Uwagi              |
| ---- | ------------------- | ------------------ |
| 2004 | 49.449              |                    |
| 2005 | 50.469              |                    |
| 2006 | 51.630              |                    |
| 2007 | 53.391              |                    |
| 2008 | b/d                 |                    |
| 2009 | 56.583              |                    |
| 2010 | b/d                 |                    |
| 2011 | 57.350              |                    |
| 2012 | 58.867              | stan na 21.02.2012 |
| 2013 | 59.227              | stan na 14.05.2013 |
| 2013 | 59.770              |                    |
| 2014 | 59.395              |                    |
| 2015 | 60.073              |                    |
| 2016 | 60.495              |                    |
| 2018 | 60.944              | stan na 06.01.2018 |
| 2018 | 61.637              |                    |
| 2019 | 62.615              |                    |
| 2020 | 63.309              |                    |
| 2021 | 64.156              |                    |
| 2022 | 64.731              |                    |
| 2023 | 64.972              |                    |

## Osiedla i zwyczajowe jednostki urbanistyczne

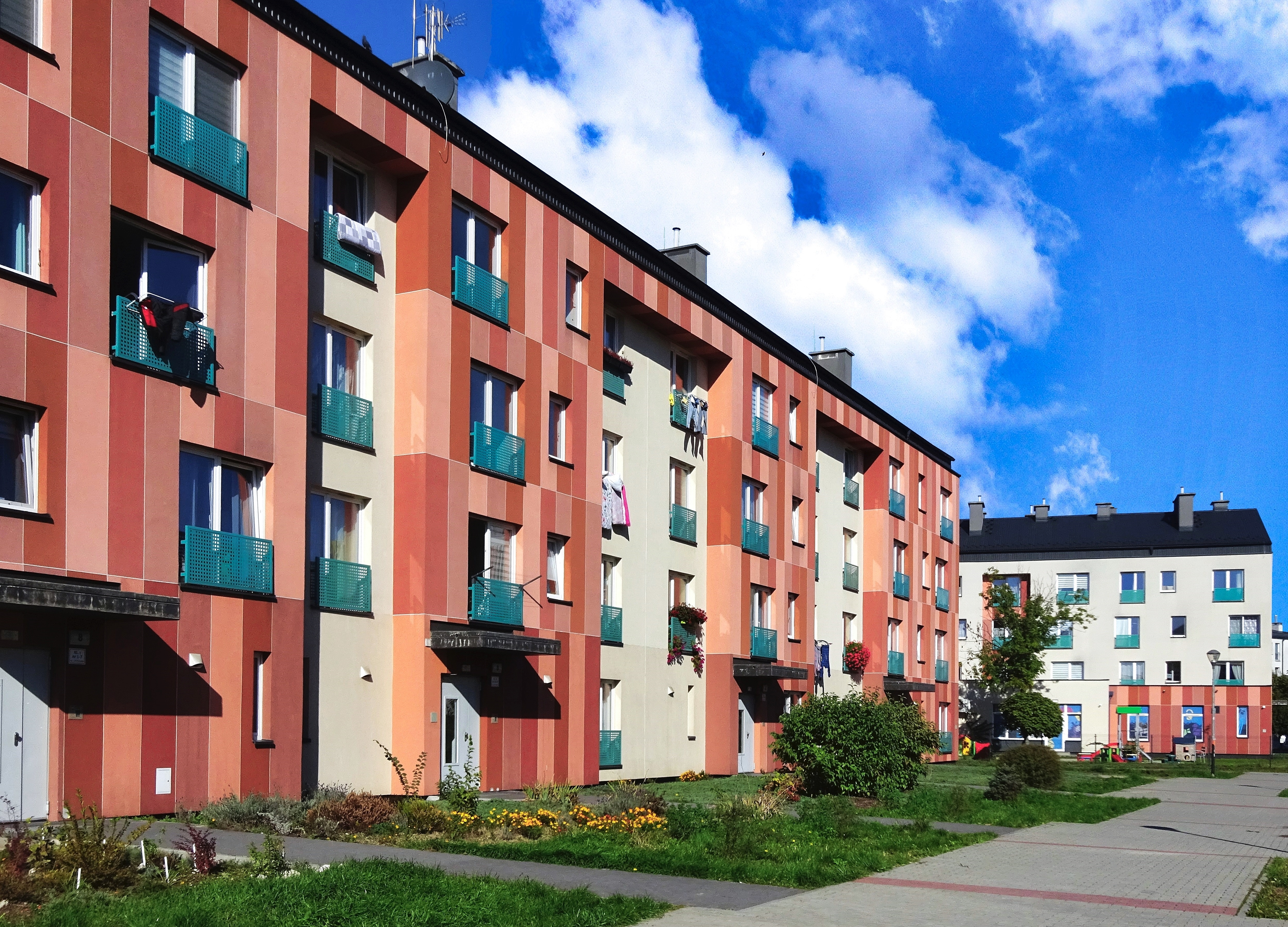
Osiedle Przyzby-Zalesie, bloki przy ul. Jana Kantego Przyzby 8 i 10

Współczesna dzielnica Dębniki składa się z szeregu historycznych gmin i wsi, które zostały włączone do Krakowa oraz osiedli powstających w późniejszym okresie.

### Historyczne wsie i osady
- 1910 – Wielki Kraków
  - Dębniki (wraz z osadą Rybaki)
  - Zakrzówek (wsie Zakrzówek i Kapelanka)
  - Ludwinów
- 1941
  - Bodzów
  - Kobierzyn
  - Kostrze
  - Pychowice
  - Skotniki
- 1973
  - Tyniec
  - Koło Tynieckie
  - Podgórki Tynieckie
  - Sidzina

### Osiedla mieszkaniowe
- sprzed 1945
  - Osiedle Robotnicze
  - Osiedle Legionowe
- 1945–1989
  - Osiedle Podwawelskie
  - Osiedle Ruczaj-Zaborze
- po 1989
  - Osiedle Europejskie
  - Osiedle Interbud
  - Osiedle Zielona Galicja
  - Osiedle Panorama
  - Kliny Zacisze
  - Mochnaniec

## Granice dzielnicy
- Od strony południowej, od przecięcia zachodniej granicy obszaru planu szczegółowego „Opatkowice” z granicą m. Krakowa biegnie w kierunku zachodnim wzdłuż granicy miasta i w miejscu ujścia rzeki Skawinki do rzeki Wisły – biegnie dalej na północ środkiem rzeki Wisły (w rejonie „Koła Tynieckiego” granica miasta Krakowa skręca na zachód – styk obrębów 1 i 22),
- z Dzielnicą VII graniczy na odcinku – od skrzyżowania rzeki Wisły z granicą m. Krakowa w rejonie „Koła Tynieckiego”, biegnie w kierunku wschodnim środkiem rzeki Wisły do przecięcia przedłużenia Al. Krasińskiego z rzeką Wisłą (Most Dębnicki),
- z Dzielnicą I graniczy na odcinku – od Mostu Dębnickiego, środkiem rzeki Wisły w kierunku wschodnim do ujścia rzeki Wilgi,
- z Dzielnicą XIII graniczy na odcinku – od skrzyżowania rzeki Wilgi z rzeką Wisłą w kierunku na południe, zachodnim brzegiem rzeki Wilgi do ul. Brożka,
- z Dzielnicą IX graniczy na odcinku – od skrzyżowania rzeki Wilgi z ul. Brożka w kierunku na południe zachodnim brzegiem rzeki Wilgi do skrzyżowania z drogą nr 288/17, dalej południową stroną tej drogi w kierunku zachodnim do skrzyżowania z ul. Lipińskiego, następnie w kierunku południowym wschodnią stroną ul. Lipińskiego (tylko bloki 3, 3A, 5, 5A, 7, 9) i zachodnią stroną ul. Lipińskiego, następnie wschodnią stroną ul. Turonia do skrzyżowania z ul. Ruczaj, dalej na południe wschodnią stroną ul. Turonia, dalej południową stroną ul. Podhalańskiej do skrzyżowania z ul. Obozową, dalej na południe wschodnią stroną ul. Obozowej do skrzyżowania z ul. Żywiecką i dalej wschodnią stroną ul. Żywieckiej do skrzyżowania z ul. Zawiłą,
- z Dzielnicą X graniczy na odcinku – od skrzyżowania ul. Żywieckiej z ul. Zawiłą w kierunku na południowo-zachodnim, północną stroną ul. Zawiłej do skrzyżowania z ul. Borkowską (dalej na południe granicą b.dz. katastralnych XXV i XXVI), – poniżej opis wg obowiązujących map ewidencyjnych: od skrzyżowania ul. Zawiłej z ul. Borkowską w kierunku na południe, zachodnią strona działek nr: (w obr. 69) 282,187 do drogi polnej nr 276, dalej zachodnią stroną drogi polnej w kierunku południowo-zachodnim do rowu nr 281, dalej środkiem rowu do skrzyżowania ze szlakiem kolejowym nr 170 (granica pomiędzy obrębami 69 i 70), dalej w kierunku południowym, wschodnią stroną szlaku kolejowego (granica pomiędzy obrębami nr 70 i 69) do styku granic pomiędzy obrębami nr: 70, 69 i 86, dalej w kierunku południowym, wschodnią stroną drogi polnej nr 178 do południowego krańca działki nr 111/8 w obrębie nr 70, skręca na zachód i granicą pomiędzy obrębami nr: 70 i 86 do styku z obrębem nr 83, dalej wijącą się granicą w kierunku południowym (granica pomiędzy obrębami 83 i 86) i zachodnią stroną drogi polnej nr 318 dochodzi do szlaku kolejowego Kraków- Skawina, dalej na zachód północną stroną linii kolejowej Kraków – Skawina do skrzyżowania z ul. Solówki, dalej na południe zachodnią stroną ul. Solówki do skrzyżowania z ul. Petrażyckiego, dalej w kierunku wschodnim północną stroną ul. Petrażyckiego na długości ca 200 m i dalej na południe do granicy m. Krakowa wzdłuż zachodniej granicy obszaru planu szczegółowego „Opatkowice”.

Część terenów dzielnicy wchodzi w skład Bielańsko-Tynieckiego Parku Krajobrazowego.